# Dixa meihuashana
Dixa meihuashana är en tvåvingeart som beskrevs av Yang 2003. Dixa meihuashana ingår i släktet Dixa och familjen u-myggor. Inga underarter finns listade i Catalogue of Life.